# Stadion Donawitz
Stadion Donawitz – stadion piłkarski w Leoben, w Austrii. Został wybudowany w latach 1995–1999. Może pomieścić 6000 widzów, z czego 3270 miejsc jest siedzących. Swoje spotkania na obiekcie rozgrywają piłkarze klubu DSV Leoben.